# OMG (canción de NewJeans)
"OMG" es una canción del grupo femenino surcoreano NewJeans, de su álbum sencillo homónimo (2023). Se lanzó OMG para descarga digital y streaming el 2 de enero de 2023. La pista fue producida por Park Jin-su, quien también la compuso junto con Ylva Dimberg y David Dawood. La letra, escrita por Dimberg, Gigi y Hanni, se inspiró en dramas escolares y explora temas como el amor juvenil, la dedicación y el afecto no correspondido. La canción mezcla R&B, hip hop y pop, con percusión típica del hip hop, ritmos de trap y un ritmo influenciado por el UK garage. Incluye acordes sincopados de sintetizador en staccato, campanillas rápidas (cowbells) y armonías vocales junto con percusión.
Impulsada por su éxito viral en TikTok, OMG alcanzó el puesto número 10 en la Billboard Global 200, el número 7 en el Billboard Japan Hot 100, y el número 2 en la Circle Digital Chart de Corea del Sur. También llegó al número 1 en Singapur y en las listas Hits of the World de Billboard para Corea del Sur, Taiwán y Vietnam. La canción recibió críticas positivas por su letra y su producción pegadiza. Tanto NME como Billboard la incluyeron entre las mejores canciones de K-pop de 2023.
Haciendo referencia a la película I'm a Cyborg, But That's OK (2006) de Park Chan-wook, el video musical muestra a las integrantes con diferentes ilusiones mentales. Esto se conecta con Ditto a través de los uniformes compartidos y los temas en común. Para promocionar OMG, NewJeans la interpretó en programas musicales surcoreanos, festivales internacionales y ceremonias de premiación. La Asociación de la Industria Discográfica de Japón (RIAJ) y la Asociación de Contenido Musical de Corea (KMCA) certificaron la canción como platino por superar los 100 millones de reproducciones. Ganó el premio a Mejor Canción en los 33.º Seoul Music Awards, Canción del Año en los Japan Gold Disc Awards, y fue nominada a Mejor Canción Global de K-pop en los Billboard Music Awards de 2023.

## Antecedentes y lanzamiento
El grupo femenino surcoreano NewJeans debutó en agosto de 2022 con su primer EP homónimo, lanzado por sorpresa, el cual incluyó una serie de sencillos con éxito comercial: Attention, Hype Boy y Cookie. El 10 de noviembre de 2022, durante una conferencia de prensa, se anunció que el primer álbum sencillo de NewJeans, OMG, sería lanzado el 2 de enero de 2023. Según un comunicado de prensa, el álbum sencillo de dos pistas incluiría el tema principal epónimo OMG y un sencillo de prelanzamiento, Ditto, que sería publicado el 19 de diciembre de 2022. Los primeros adelantos del álbum se revelaron el 12 de diciembre. Según lo programado, el sencillo fue lanzado para descarga y streaming junto con la cara B, Ditto, a través de varios portales musicales como iTunes y Melon.

## Música y letra
OMG contiene letras en coreano e inglés escritas por la integrante del grupo Hanni, junto con Gigi y Ylva Dimberg. Dimberg también compuso la canción junto con David Dawood y el productor Park Jin-su. Hanni comentó que se inspiró en «dramas juveniles escolares donde las chicas están en sus casilleros hablando sobre el chico que les gusta» al escribir la letra. Intentó hacerla conversacional y encontrar las palabras adecuadas tanto en coreano como en inglés para que «la pronunciación encaje con la melodía».
La canción trata sobre un amor juvenil en pleno florecimiento; la narradora le dedica la canción a alguien que está para ella en el amor («No, nunca podría dejarlo ir / Sólo pienso en ti las 24 horas / Soy una chica afortunada, lo sé, lo sé / Antes de conocerte / Todo era inútil»). Sus amigas le preguntan: «¿Quién es él?» El romance parece ser no correspondido en ocasiones y hace que la narradora se sienta confundida («Donde sea, cuando sea / No hay nada más a lo que me aferraría / Oigo su voz entre todo el ruido / No sueltes mi mano ni por un segundo, no, no / No tengo preocupaciones porque tengo a alguien / Está bien estar sola porque amo a alguien»). En el estribillo, Hanni canta: «Realmente esperaba / Que él apareciera». Las integrantes interpretan la canción combinando voces pop con rapeos melódicos.
OMG inicia con acordes de sintetizador punteados en staccato y progresa con cencerros rápidos y percusión marcada en el preestribillo. El estribillo presenta fragmentación vocal y la canción concluye con percusión en capas, armonías vocales y piano. Mezcla elementos de géneros de música de club como el hip hop, el R&B, el trap y el UK garage.

## Recepción
OMG recibió reseñas generalmente positivas. Joshua Minsoo Kim, escribiendo para Pitchfork, afirmó que la canción «ofrece un retrato dulce del anhelo privado». El periodista de música popular Ko Kyung-seok, del Hankook Ilbo, señaló que «atrae al oyente con un arreglo fácil de escuchar» Rhian Daly, de NME, comentó que, aunque OMG no era tan fuerte como el anterior sencillo del grupo, Hype Boy, aún así «representa tanto un encogimiento de hombros despreocupado ante el peso del éxito repentino como un paso firme hacia adelante para un grupo que ya parece estar en camino a convertirse en superestrellas del K-pop».  La revista posicionó la canción en el octavo lugar de su lista de las 25 mejores canciones de K-pop de 2023, elogiando su «toque de descaro» y su «letrismo descaradamente travieso». Billboard también la incluyó entre las 25 mejores canciones de K-pop del año, destacando su producción por ser a la vez «familiar y orientada al futuro». Rolling Stone y Los Angeles Times incluyeron OMG en sus listas de las mejores canciones de 2023 hasta la fecha, ambas publicadas en junio; la primera la describió como «una canción pop impecable con un corazón brillante —y realzado— en su núcleo».
OMG alcanzó un éxito viral en la plataforma de videos TikTok y dio lugar a numerosos desafíos de baile. Alcanzó el puesto número 10 en la lista Billboard Global 200. En Corea del Sur, llegó al segundo lugar en el Circle Digital Chart y fue la segunda canción con mejor rendimiento de enero de 2023, solo por detrás de Ditto, del mismo grupo. Fue la cuarta canción con mejor rendimiento del año en Corea del Sur y recibió la certificación de platino por parte de la Korea Music Content Association (KMCA) al superar los 100 millones de reproducciones. En Japón, alcanzó el puesto número siete en el Japan Hot 100 y fue certificada como disco de platino por la Recording Industry Association of Japan (RIAJ), también por superar los 100 millones de reproducciones. El sencillo encabezó la lista de sencillos en Singapur y las listas Hits of the World de Billboard para Corea del Sur, Taiwán y Vietnam. En América del Norte, alcanzó el puesto número 74 en el Billboard Hot 100 de Estados Unidos y el número 35 en el Canadian Hot 100, siendo la canción más reproducida del grupo en Spotify.

## Premios
| Organización           | Año  | Premio                                    | Resultado | Ref.   |
| ---------------------- | ---- | ----------------------------------------- | --------- | ------ |
| Billboard Music Awards | 2023 | Mejor canción global de K-pop             | Nominado  | [ 27 ] |
| The Fact Music Awards  | 2023 | Mejor canción – Primavera                 | Nominado  | [ 28 ] |
| Japan Gold Disc Award  | 2024 | Canción del año por reproducciones – Asia | Ganador   | [ 29 ] |
| Seoul Music Awards     | 2023 | Mejor canción                             | Ganador   | [ 30 ] |

| Programa    | Fecha               | Ref.   |
| ----------- | ------------------- | ------ |
| M Countdown | 12 de enero de 2023 | [ 31 ] |
| Inkigayo    | 15 de enero de 2023 | [ 32 ] |
| Inkigayo    | 19 de marzo de 2023 | [ 33 ] |
| Inkigayo    | 16 de marzo de 2023 | [ 34 ] |
| Music Bank  | 27 de enero de 2023 | [ 35 ] |

## Créditos
- NewJeans – voz, coros
- Hanni  – letra
- Jinsu Park – composición, instrumental, programación
- Ylva Dimberg – composición, letras, coros
- David Dawood – composición
- Gigi – letra
- Heejin Min – dirección vocal
- Jungwoo Jang - dirección vocal
- Hyejin Choi – Edición vocal
- Emily Kim – coros
- Sujeong Kim - ingeniero de grabación
- Phil Tan – ingeniero de mezcla
- Bill Zimmerman – ingeniería adicional

## Listas
| Lista (2023)                                   | Mejor posición |
| ---------------------------------------------- | -------------- |
| Argentina (Argentina Hot 100)                  | 76             |
| Australia (ARIA)                               | 43             |
| Canadá (Canadian Hot 100)                      | 35             |
| Global 200 (Billboard)                         | 10             |
| Hong Kong (Billboard)                          | 6              |
| Indonesia (Billboard)                          | 3              |
| Japón (Japan Hot 100)                          | 7              |
| Japón – Singles digitales (Oricon)             | 37             |
| Japón – Streaming (Oricon)                     | 7              |
| Malasia (Billboard)                            | 4              |
| Malasia – Internacional (RIM)                  | 4              |
| Nueva Zelanda (Recorded Music NZ)              | 31             |
| Filipinas (Billboard)                          | 3              |
| Portugal                                       | 195            |
| Singapur (RIAS)                                | 1              |
| Corea del Sur (Billboard)                      | 1              |
| Corea del Sur (Circle)                         | 2              |
| Taiwán (Billboard)                             | 1              |
| Reino Unido – Indies                           | 39             |
| EE. UU. – Billboard Hot 100                    | 74             |
| EE. UU. – World Digital Song Sales (Billboard) | 3              |
| Vietnam (Vietnam Hot 100)                      | 1              |

| Lista (2023)           | Mejor posición |
| ---------------------- | -------------- |
| Corea del Sur (Circle) | 2              |

| Lista (2023)           | Posición |
| ---------------------- | -------- |
| Global 200 (Billboard) | 41       |
| Japón (Japan Hot 100)  | 31       |
| Corea del Sur (Circle) | 4        |

| Lista (2024)           | Posición |
| ---------------------- | -------- |
| Japón (Japan Hot 100)  | 77       |
| Corea del Sur (Circle) | 59       |

## Certificaciones
| Región        | Certificación | Tipo                 | Año  | Referencia |
| ------------- | ------------- | -------------------- | ---- | ---------- |
| Nueva Zelanda | Oro           | Sencillo             | 2023 | [ 52 ]     |
| Japón         | Platino ×2    | Sencillo (streaming) | 2024 | [ 53 ]     |
| Corea del Sur | Platino       | Sencillo (streaming) | 2024 | [ 54 ]     |